# Redalyc
Redalyc est l'acronyme du « Réseau de revues scientifiques d'Amérique latine et des Caraïbes, d'Espagne et du Portugal ». C'est une base de données en ligne et une bibliothèque numérique de textes scientifiques en accès libre, dont l'étendue est, comme son nom l'indique, celle de l'Amérique latine, de la mer des Caraïbes, de l'Espagne et du Portugal. Le contenu est principalement en espagnol et en portugais.
Lancé en 2002, il s'agit d'un projet promu par l'Université autonome de l'État de Mexico. Dans le portail, le contenu lié aux sciences sociales prédomine. En 2016, il comptait 1138 revues scientifiques indexées et 491 412 articles en texte intégral.